# Masta Killa
Masta Killa, de son vrai nom Eglin Turner, né le 18 août 1969 à Brooklyn, New York, est un rappeur américain membre du Wu-Tang Clan. Il publie son premier album solo No Said Date en 2004, bien accueilli par la presse spécialisée. De tous les membres du Wu-Tang Clan, Masta Killa est le plus discret ; il ne prend presque jamais la parole dans les interviews du groupe, et le moins connu sur sa vie privée. Il est le petit cousin du chanteur Marvin Gaye.

## Biographie

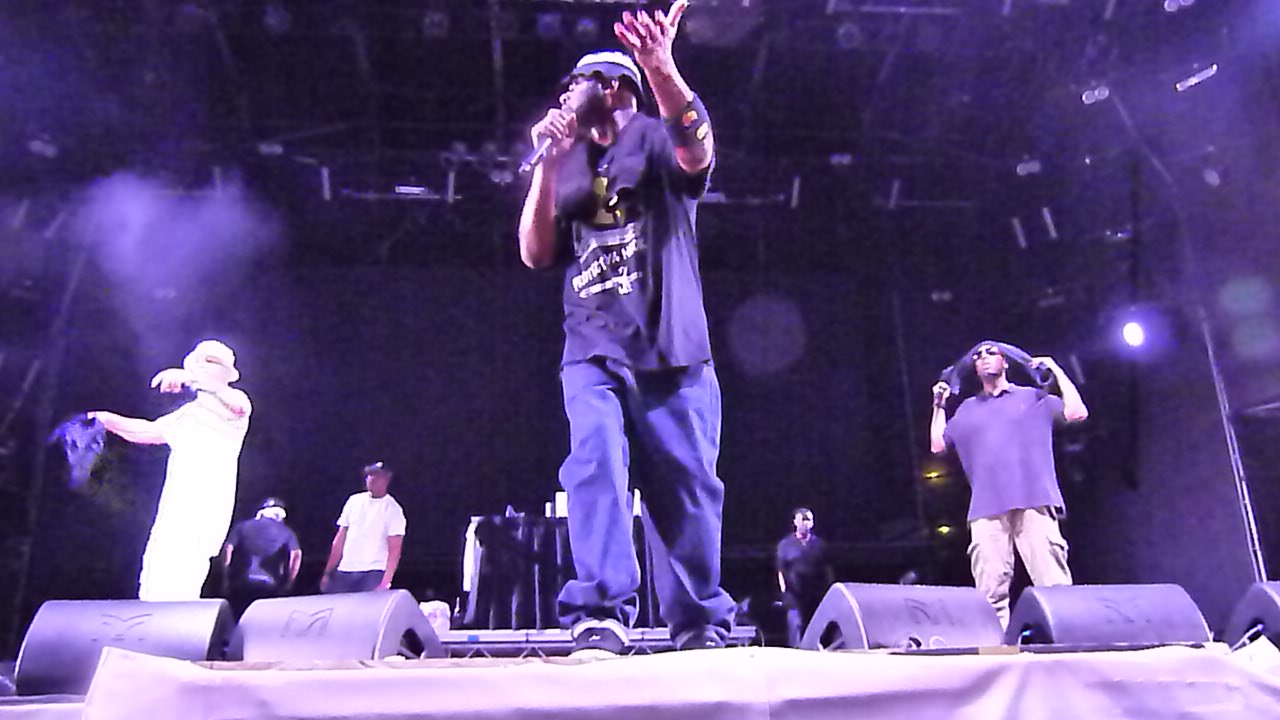
Masta Killa au Budapest Park.

Masta Killa est né le 18 août 1969 à Brooklyn, dans la ville de New York. Masta Killa tire son nom de scène du film Shaolin Master Killer de 1978, également connu sous le titre 36th Chamber of Shaolin. Il est souvent appelé Jamel Ari. Il entre dans le groupe Wu-Tang Clan grâce au rappeur GZA, l'un des piliers de la fondation. En prison lors de l'enregistrement, il n'apparaît que sur une seule chanson, Da Mystery of Chessboxin', du premier album du groupe, Enter the Wu-Tang (36 Chambers), titre dans lequel il livre une excellente prestation. Il est, en revanche, bien plus présent sur les autres albums du groupe, ainsi que sur la plupart des albums solos des différents membres, dans lesquels il se fait à chaque fois remarquer par son style très particulier, capable de s'adapter à n'importe quel fond musical semble-t-il.
Il ne sort son premier album solo, No Said Date, qu'en 2004, le 1er juin, onze ans après les débuts du groupe. Il est le dernier des neuf membres du Clan à se lancer dans une carrière solo, carrière qui, en 2004, redore le blason d'un groupe en perte de vitesse. Réunissant les meilleurs producteurs de la nébuleuse Wu-Tang (RZA, Mathematics, True Master) ainsi que l'ensemble des membres du groupe sur les featurings, c'est un franc succès, tant commercial qu'underground. Cet album doit être écouté comme un tout, aucun morceau n'étant moins bon que les autres. Son deuxième album, Made In Brooklyn, est publié le 8 août 2006. Très inégal, moins bon que le premier, souffrant souvent d'un débit assez mou de la part de Masta Killa, cet album constitue, malgré tout, l'une des meilleures sorties rap de l'année. On retient de cet album les excellents Iron God Chamber, Street Corners et Ringin' Bells.
Le 30 mars 2010, Masta Killa publie son album live Masta Killa Live. Le 11 décembre 2012, il publie son troisième album intitulé Selling My Soul, qui fait participer Kurupt et Ol' Dirty Bastard. L'album est précurseur du tant attendu Loyalty is Royalty, album annoncé en 2010,.

## Vie privée
Masta Killa est le plus discret et mystérieux des membres du Wu-Tang Clan ; il ne prend presque jamais la parole dans les interviews du groupe, et le moins connu sur sa vie privée. Sur le site Wu-Tang Corp., Masta Killa explique, « Je sais que j'ai l'air sérieux et silencieux pour beaucoup de fans. C'est parce que je prends mon travail au sérieux. Ce n'est pas un jeu. Le Clan et moi travaillons dur et faisons de notre mieux. » À ses heures perdues, il écoute Gladys Knight, Patti LaBelle, Barry White, Parliament-Funkadelic, et les Ohio Players.
Masta Killa est végétarien, comme le sont RZA et GZA du Wu-Tang Clan.

## Discographie

### Albums studio
- 2004 : No Said Date
- 2006 : Made in Brooklyn
- 2012 : Selling My Soul
- 2017 : Loyalty is royalty

### Album live
- 2010 : Masta Killa Live